# Agía Marína (Stylída, Phthiotide)
Agía Marína, en grec moderne : Αγία Μαρίνα, est un village du dème de Stylída, dans le district régional de Phthiotide, en Grèce-Centrale.
Selon le recensement de 2011, la population du village s'élève à 355 habitants.